# Rakitna
Rakitna je razloženo naselje na Rakitenski planoti v Občini Brezovica.

## Geografija
Rakitna deloma leži na plitvem kraškem polju in deloma na valoviti dolomitni planoti v nadmorski višini 780 do 820 mnm, in je s tem najvišje ležeče kraško polje v Sloveniji. Kraj obkrožajo borovi in smrekovi gozdovi. Dolomitno dno polja je mokrotno, po njem teče potok Rakitniščica, ki ponika v Ponikvah v severnem delu polja. Nekatere izvire Rakitniščice so v povirnem delu zajezili in nastalo je umetno jezero, v bližini pa je zrasel zaselek z vikend hišami. Prebivalci se ukvarjajo predvsem z živinorejo in gozdarstvom ali pa se vozijo na delo v dolino. V središču kraja ob cesti Podpeč - Cerknica stojijo župnijska cerkev sv. Križa, trgovina in gostilna, na robu polja pa gručasti zaselki.
Okoliš Rakitne ponuja ugodne klimatske pogoje za pljučne bolnike. V zaselku Boršt stoji Mladinsko klimatsko zdravilišče. Rakitna je povezana z redno avtobusno linijo Rakitna - Preserje - Notranje Gorice.
Rakitna je izhodišče za naslednje izlete: po pešpoti mimo bolnišnice Krvavica v dolino Iške (Iški Vintgar), po makadamski cesti na vrh Krima (1107 m).
Zaradi visoke nadmorske višine in lege v plitvem kraškem polju se temperatura na Rakitni pogosto spusti zelo nizko. Zjutraj 15.2.1956 je bilo izmerjeno -34,0 °C, kar je le 0,5 °C več od uradnega slovenskega rekorda na Babnem polju, izmerjenega istega dne.

## Zgodovina
V pisnih virih se Rakitna prvič omenja leta 1265. Mimo kraja je vodila rimska cesta iz Cerknice čez Ig v Emono.

### NOB
Po italijanski ofenzivi na Dolenjskem in Notranjskem je bila v začetku meseca novembra 1942 na Rakitni organizirana posadka MVAC. Aprila 1943 se je del Tomšičeve brigade spopadel s posadko vaških straž iz bližnjega zaselka Novaki. Jeseni 1943 pa so se v nemški ofenzivi na območju Rakitne partizanske enote večkrat spopadle s sovražnikom.

## Umetnostni spomeniki
Cerkev sv. Križa se v starih listinah prvič omenja leta 1420. Prvotno je bila to podružnična cerkev, cerkve iz Cerknice, leta 1766 pa je postala sedež vikariata, od 1842 pa je župnijska cerkev. Letnica 1677 na portalu kaže na predelave v 17. stoletju, sicer pa je stavba poznobaročna pozidana na križnem tlorisu; osrednji prostor je obokan s plitvo kupolo, prezbiterij in stranski kapeli pa sta banjasto obokani. Veliki oltar iz črnega marmorja je bil izdelan konec 17. stoletja.

## Galerija
- Umetno jezero
- Župnijska cerkev